# Montaigu-les-Bois
Pour les articles homonymes, voir Montaigu.
Montaigu-les-Bois est une commune française, située dans le département de la Manche en région Normandie, peuplée de 208 habitants.

## Géographie
La commune est aux confins sud du pays de Coutances et du pays saint-lois. Son bourg est à 6,5 km au sud-est de Gavray, à 8 km au sud-ouest de Percy et à 8 km au nord-ouest de Villedieu-les-Poêles.
Le point culminant (169 m) se situe au nord-ouest, près du lieu-dit le Mauviel. Le point le plus bas (68 m) correspond à la sortie de la Sienne du territoire, au nord-est. La commune est bocagère.
| Gavray            | Sourdeval-les-Bois | Percy-en-Normandie (comm. dél. de Percy) |
| Gavray            | Montaigu-les-Bois  | Percy-en-Normandie (comm. dél. de Percy) |
| Le Mesnil-Garnier | La Bloutière       | La Bloutière                             |

### Hydrographie
La commune est située dans le bassin Seine-Normandie. Elle est drainée par la Sienne, la Bérence, le cours d'eau 01 de la commune de Montaigu-les-Bois, le cours d'eau 01 de la Julienière, le cours d'eau 01 de la Picardière, le fossé 01 de l'Hôtel au Brait et le ruisseau de la Morte Femme,,.
La Sienne, d'une longueur de 93 km, prend sa source dans la commune de Noues de Sienne et se jette  dans le golfe de Saint-Malo en limite de Agon-Coutainville et de Regnéville-sur-Mer, après avoir traversé 21 communes. 
La Bérence, d'une longueur de 11 km, prend sa source dans la commune de Fleury et se jette  dans la Sienne à Gavray-sur-Sienne, après avoir traversé cinq communes. 

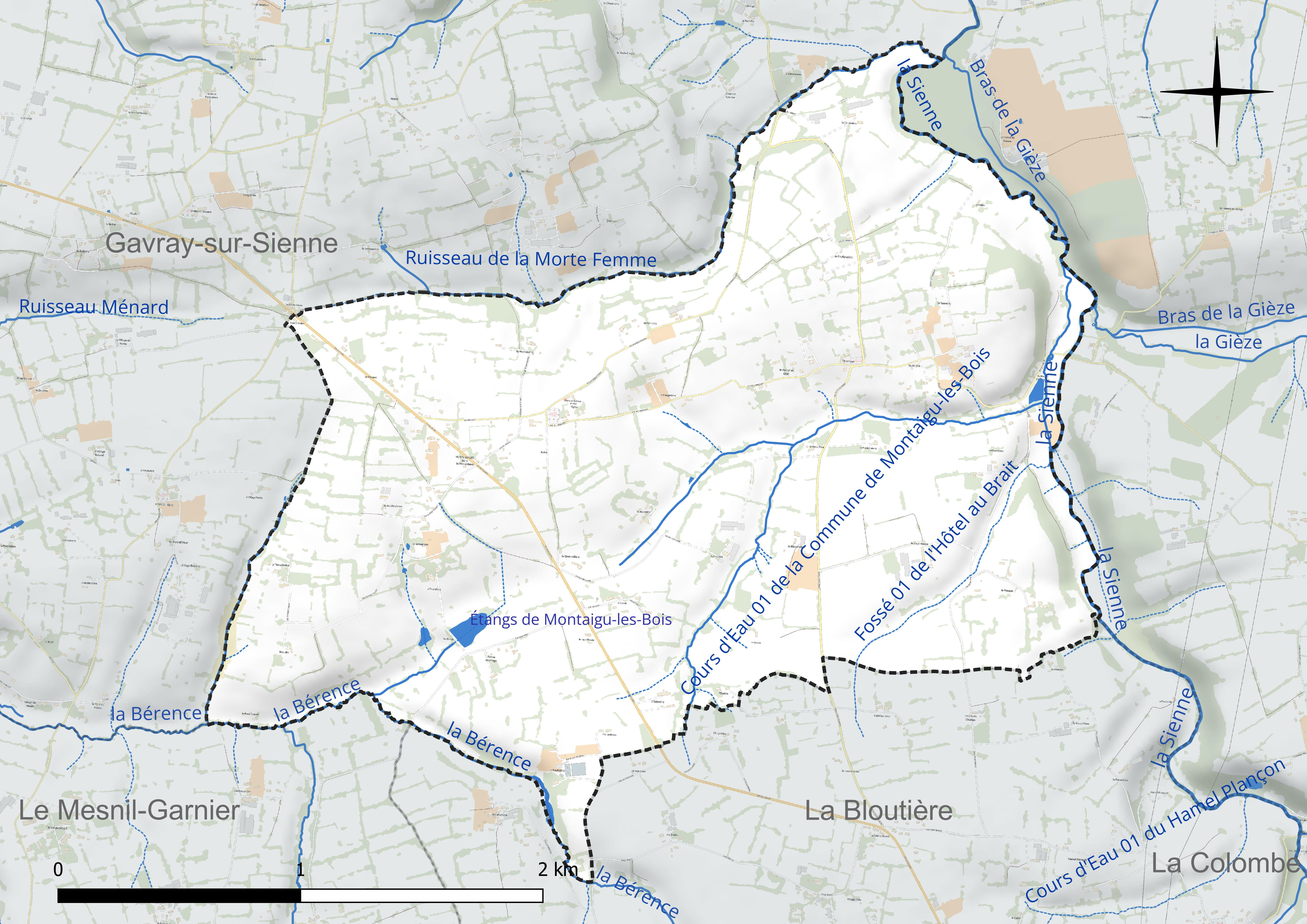
Réseau hydrographique de Montaigu-les-Bois.

Un plan d'eau complète le réseau hydrographique : les étangs de Montaigu-les-Bois (1,2 ha),.

### Climat
Pour des articles plus généraux, voir Climat de la Normandie et Climat de la Manche.
En 2010, le climat de la commune est de type climat océanique franc, selon une étude du CNRS s'appuyant sur une série de données couvrant la période 1971-2000. En 2020, Météo-France publie une typologie des climats de la France métropolitaine dans laquelle la commune est exposée à un climat océanique et est dans la région climatique  Normandie (Cotentin, Orne), caractérisée par une pluviométrie relativement élevée (850 mm/a) et un été frais (15,5 °C) et venté.
Pour la période 1971-2000, la température annuelle moyenne est de 10,5 °C, avec une amplitude thermique annuelle de 12,1 °C. Le cumul annuel moyen de précipitations est de 1 056 mm, avec 14,4 jours de précipitations en janvier et 9,5 jours en juillet. Pour la période 1991-2020, la température moyenne annuelle observée sur la station météorologique la plus proche, située sur la commune de Cerisy-la-Salle à 15 km à vol d'oiseau, est de 11,5 °C et le cumul annuel moyen de précipitations est de 1 112,5 mm,. Pour l'avenir, les paramètres climatiques de la commune estimés pour 2050 selon différents scénarios d’émission de gaz à effet de serre sont consultables sur un site dédié publié par Météo-France en novembre 2022.

## Urbanisme

### Typologie
Au 1er janvier 2024, Montaigu-les-Bois est catégorisée commune rurale à habitat très dispersé, selon la nouvelle grille communale de densité à sept niveaux définie par l'Insee en 2022.
Elle est située hors unité urbaine. Par ailleurs la commune fait partie de l'aire d'attraction de Villedieu-les-Poêles-Rouffigny, dont elle est une commune de la couronne,. Cette aire, qui regroupe 11 communes, est catégorisée dans les aires de moins de 50 000 habitants,.

### Occupation des sols
L'occupation des sols de la commune, telle qu'elle ressort de la base de données européenne d’occupation biophysique des sols Corine Land Cover (CLC), est marquée par l'importance des territoires agricoles (98,9 % en 2018), une proportion identique à celle de 1990 (98,9 %). La répartition détaillée en 2018 est la suivante : prairies (63,5 %), zones agricoles hétérogènes (35,4 %), forêts (1,1 %). L'évolution de l’occupation des sols de la commune et de ses infrastructures peut être observée sur les différentes représentations cartographiques du territoire : la carte de Cassini (XVIIIe siècle), la carte d'état-major (1820-1866) et les cartes ou photos aériennes de l'IGN pour la période actuelle (1950 à aujourd'hui).

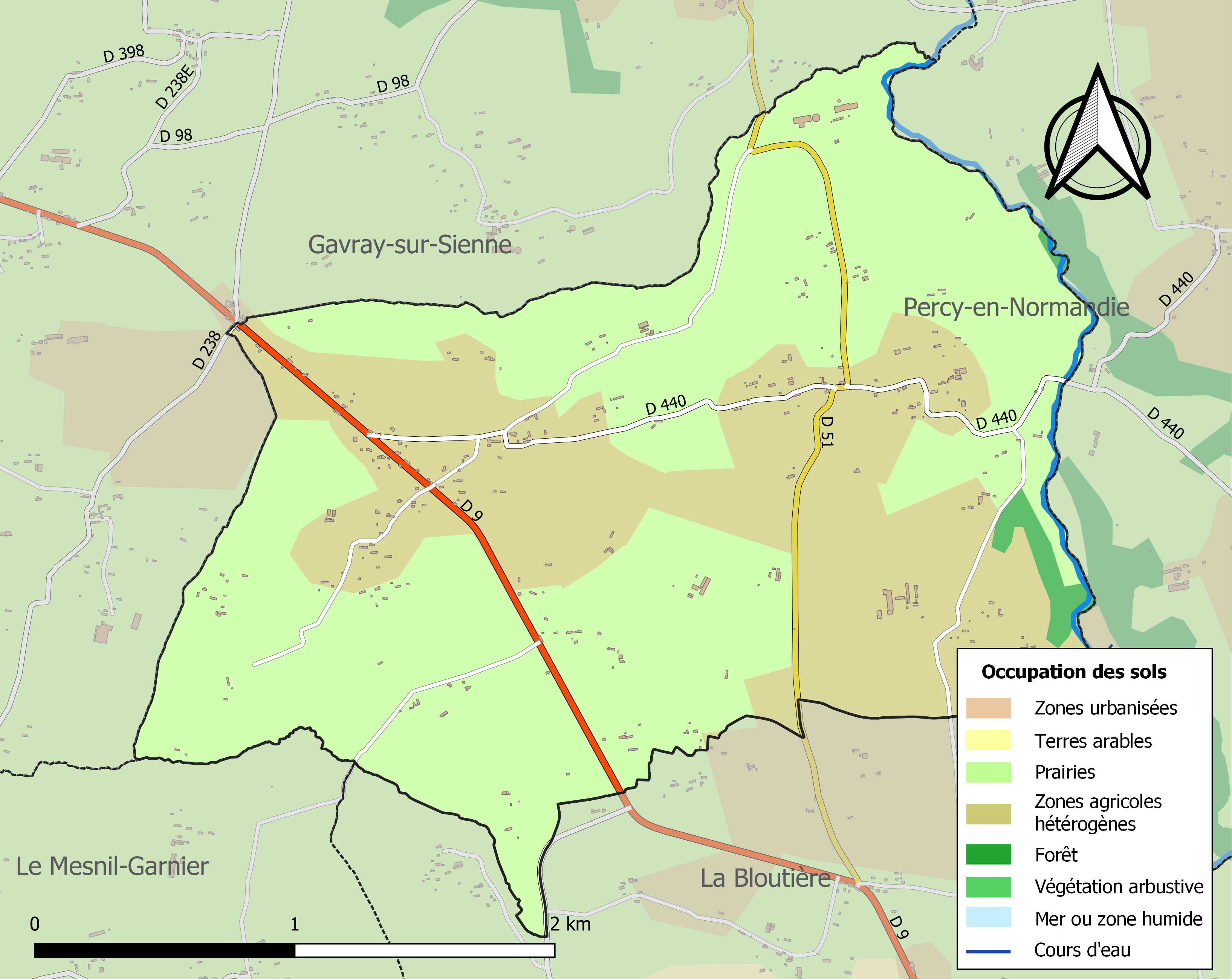
Carte des infrastructures et de l'occupation des sols de la commune en 2018 (CLC).

## Toponymie
Le nom de la localité est attesté sous les formes de Monte Acuto vers 1040, Mons Acutus sans date, Montaigu les Bois en 1793.
Le toponyme est issu du latin mons, « montagne », « mont », et acutus, « aigu ». Le relief accidenté semble donc à l'origine du nom du lieu.
Le gentilé est Montaiguais.

## Histoire
Un Anger (Ansger) et Dreu (Drogon) de Montaigu étaient aux côtés de Guillaume le Conquérant et Robert de Mortain à Hastings.
La seigneurie de Montaigu, à la suite de la mort sans descendant mâles de Sébastien de Montaigu (1667-1715), passe par mariage dans la famille Poilvillain. Elle disparaîtra à la suite de la ruine de Julien de Poilvilain (1743-1792), maréchal de camp des armées de Louis XVI, criblé de dettes de jeu.
Avant 1800, Montaigu-les-Bois (386 habitants en 1793) absorbe Lorbehaye (260 habitants),.

## Politique et administration
| Période                                  | Période    | Identité                 | Étiquette | Qualité |
| ---------------------------------------- | ---------- | ------------------------ | --------- | ------- |
| 1945                                     | 1967       | Pierre François Le Hodey |           |         |
| 1967                                     | mars 2001  | Didier Lebarbier         |           |         |
| mars 2001                                | mars 2008  | Émilienne Jolivet        |           |         |
| mars 2008                                | avril 2014 | Claude Gravey            | SE        |         |
| avril 2014                               | En cours   | Bruno Launay             | SE        | Artisan |
| Les données manquantes sont à compléter. |            |                          |           |         |

Le conseil municipal est composé de onze membres dont le maire et deux adjoints.

## Démographie
L'évolution du nombre d'habitants est connue à travers les recensements de la population effectués dans la commune depuis 1793. Pour les communes de moins de 10 000 habitants, une enquête de recensement portant sur toute la population est réalisée tous les cinq ans, les populations de référence des années intermédiaires étant quant à elles estimées par interpolation ou extrapolation. Pour la commune, le premier recensement exhaustif entrant dans le cadre du nouveau dispositif a été réalisé en 2006.
En 2022, la commune comptait 208 habitants, en évolution de −7,96 % par rapport à 2016 (Manche : −0,31 %, France hors Mayotte : +2,11 %).
Montaigu-les-Bois a compté jusqu'à 705 habitants en 1831.
| 1793 | 1800 | 1806 | 1821 | 1831 | 1836 | 1841 | 1846 | 1851 |
| ---- | ---- | ---- | ---- | ---- | ---- | ---- | ---- | ---- |
| 386  | 563  | 667  | 681  | 705  | 704  | 680  | 653  | 651  |

| 1856 | 1861 | 1866 | 1872 | 1876 | 1881 | 1886 | 1891 | 1896 |
| ---- | ---- | ---- | ---- | ---- | ---- | ---- | ---- | ---- |
| 650  | 628  | 623  | 590  | 613  | 562  | 528  | 465  | 435  |

| 1901 | 1906 | 1911 | 1921 | 1926 | 1931 | 1936 | 1946 | 1954 |
| ---- | ---- | ---- | ---- | ---- | ---- | ---- | ---- | ---- |
| 435  | 388  | 377  | 287  | 313  | 293  | 320  | 368  | 324  |

| 1962 | 1968 | 1975 | 1982 | 1990 | 1999 | 2006 | 2011 | 2016 |
| ---- | ---- | ---- | ---- | ---- | ---- | ---- | ---- | ---- |
| 295  | 273  | 251  | 231  | 200  | 208  | 230  | 241  | 226  |

| 2021 | 2022 | - | - | - | - | - | - | - |
| ---- | ---- | - | - | - | - | - | - | - |
| 214  | 208  | - | - | - | - | - | - | - |

## Lieux et monuments

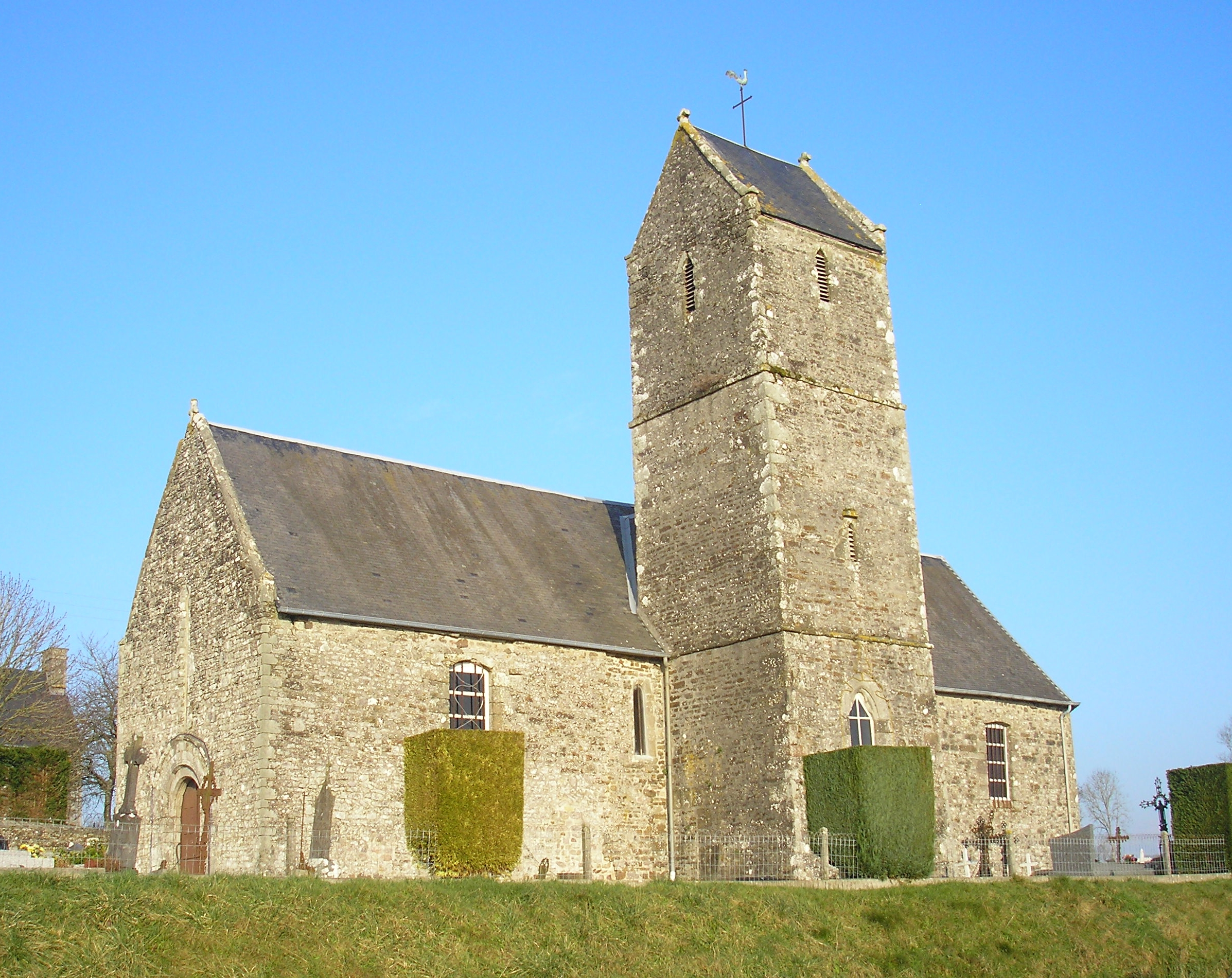
L'église Saint-Georges de L'Orbehaye.

- Église Saint-Martin de Montaigu des XIIIe, XVIe – XVIIe siècles, avec tour le long de la nef, inscrite aux monuments historiques en 1985[35]. Elle abrite une statue de sainte Barbe du XVIe siècle classée au titre objet[36], une verrière par Mazuet de Bayeux, un maître-autel et autels latéraux (XVIIIe), les statues de saint Mathurin (XIVe), anges adorateurs (XVIIIe), Vierge à l'Enfant (XVIIIe), saint Martin (XIVe)[27].
- Église Saint-Georges de L'Orbehaye (ou Lorbehaye), des XIIe, XIIIe, XVIIe – XVIIIe siècles également inscrite en 1985[37]. À l'intérieur, trois œuvres sont classées au titre objet : un haut-relief saint Georges terrassant le dragon du XVe et deux statues (Vierge à l'Enfant du XIVe, et saint Gilles et sa biche, du XVe siècle)[38]. Elle abrite également des fonts baptismaux (Moyen Âge) et une peinture sur voûte l'Ascension du XVIIe[27].
- Croix de cimetière de l'Orbehaye (XVIe siècle) et de Montaigu (XVIIe siècle).
- Lavoir.
- Maison natale de Félix Henry (Montaigu, 1871 - 1929), poète et chansonnier[39].

Pour mémoire
Les deux anciens châteaux de Montaigu et l'Orbehaye (château de la Roche-tesson) qui ont totalement disparu.

## Activité et manifestations

### Sports
L'Association sportive Montaigu-les-Bois-La Bloutière fait évoluer une équipe de football en division de district.

## Personnalités liées à la commune
- Félix Hervy (Montaigu-les-Bois 1871 – 1929), conteur, poète, chansonnier. Une plaque est apposée sur sa maison natale, route des Bœufs-Gras. Son œuvre a été réunie dans Les gaudrioles normandes d’aôt’fais et dans Chansons et poésies d’antan, humour des aïeux par son fils[41].
- La famille de Montagu (en), issue de la noblesse anglo-normande suivant l'invasion de Guillaume de Normandie, fondé par Dreu (Drogo) de Montaigu, a pour origine la commune de Montaigu-les-Bois comme l'attestent les rouleaux de Falaise, qui listent les compagnons de la campagne de Guillaume. Cette maison, par son ancienneté et sa proximité auprès des rois d'Angleterre, a fourni de nombreuses personnalités politiques Outre-Manche. L'actuel duché de Manchester (en) est le titre principal de la maison.